# Southeast Piscataquis
Southeast Piscataquis, auch Orneville Township, ist ein gemeindefreies Gebiet (Unincorporated area) im Piscataquis County des Bundesstaates Maine in den Vereinigten Staaten. Das Gebiet wird durch den Bundesstaat verwaltet. Im Jahr 2020 lebten dort 487 Einwohner in 481 Haushalten auf einer Fläche von 98,7 km². Der Name Piscataquis entstammt der Sprache der Abenaki und bedeutet „am Flussarm“.

## Geographie
Nach dem United States Census Bureau hat Southeast Piscataquis eine Gesamtfläche von 98,7 km², von der 93,9 km² Land sind und 4,8 km² aus Gewässern bestehen.

### Geographische Lage
Southeast Piscataquis liegt im Südosten des Piscataquis Countys und grenzt an das Penobscot County. Zentral im Gebiet liegt der Boyd Lake und im Südwesten der Pleasant Pond, kleinere Flüsse durchziehen das Gebiet. Die Oberfläche ist eben, ohne höhere Erhebungen.

### Nachbargemeinden
Alle Entfernungen sind als Luftlinien zwischen den offiziellen Koordinaten der Orte aus der Volkszählung 2010 angegeben.
- Norden: Milo, 12,6 km
- Nordosten: Medford, 14,1 km
- Osten: LaGrange, Penobscot County, 8,3 km
- Süden: Bradford, Penobscot County, 9,2 km
- Westen: Atkinson, Unincorporated area, 11,6 km

### Stadtgliederung
In Southeast Piscataquis gibt es mehrere Siedlungsgebiete: Boyd Lake, Boydstown, Parkers und Summit.

### Klima
Die mittlere Durchschnittstemperatur in Southeast Piscataquis liegt zwischen −11,1 °C (12 °F) im Januar und 19,4 °C (67 °F) im Juli. Damit ist der Ort gegenüber dem langjährigen Mittel der USA um etwa 9 Grad kühler. Die Schneefälle zwischen Oktober und Mai liegen mit bis zu zweieinhalb Metern mehr als doppelt so hoch wie die mittlere Schneehöhe in den USA; die tägliche Sonnenscheindauer liegt am unteren Rand des Wertespektrums der USA.

## Geschichte
Nach der Vermessung wurde das Gebiet als Township No. 1, Sixth Range North of Waldo Plantation (T1 R6 NWP) bezeichnet. Den Grant für das Gebiet erwarb General J. P. Boyd kurz nach seiner Rückkehr aus Indien und nach ihm wurde das Gebiet Boyds Plantage genannt. Die ersten Siedler waren Abner und Allen Hoxie, James Philpot, William M. und Eben Ewer, William und Solon Hamlin und am 31. Januar 1832 wurde das Gebiet als Town of Milton organisiert. Die neue Town wurde schlecht verwaltet und dadurch verarmten viele der Einwohner. Nach dem Tod von General Boyd erbte Henry Orne aus Boston das Land und er versuchte die Lage zu verbessern. Er baute ein Sägewerk und eine Getreidemühle am Auslauf des Boyd Ponds. Weitere Geschäfte verbesserten zudem die wirtschaftliche Lage der Gemeinde. Der Name der Town wurde im Jahr 1841 in Almond und im Jahr 1842 zu Ehren eines frühen Bürgers in Orneville geändert.
Im Jahr 1837 wurde Land an das benachbarte Atkinson abgegeben. Die Organisation als Town wurde im Jahr 1939 aufgehoben und sie endete im Jahr 1945. Seitdem gehört Orneville zu den Unincorporated areas und trägt nun den Namen Southeast Piscataquis.

### Einwohnerentwicklung
| Volkszählungsergebnisse – Township of Southeast Piscataquis, Maine | Volkszählungsergebnisse – Township of Southeast Piscataquis, Maine | Volkszählungsergebnisse – Township of Southeast Piscataquis, Maine | Volkszählungsergebnisse – Township of Southeast Piscataquis, Maine | Volkszählungsergebnisse – Township of Southeast Piscataquis, Maine | Volkszählungsergebnisse – Township of Southeast Piscataquis, Maine | Volkszählungsergebnisse – Township of Southeast Piscataquis, Maine | Volkszählungsergebnisse – Township of Southeast Piscataquis, Maine | Volkszählungsergebnisse – Township of Southeast Piscataquis, Maine | Volkszählungsergebnisse – Township of Southeast Piscataquis, Maine | Volkszählungsergebnisse – Township of Southeast Piscataquis, Maine |
| Jahr                                                               | 1800                                                               | 1810                                                               | 1820                                                               | 1830                                                               | 1840                                                               | 1850                                                               | 1860                                                               | 1870                                                               | 1880                                                               | 1890                                                               |
| ------------------------------------------------------------------ | ------------------------------------------------------------------ | ------------------------------------------------------------------ | ------------------------------------------------------------------ | ------------------------------------------------------------------ | ------------------------------------------------------------------ | ------------------------------------------------------------------ | ------------------------------------------------------------------ | ------------------------------------------------------------------ | ------------------------------------------------------------------ | ------------------------------------------------------------------ |
| Einwohner                                                          |                                                                    |                                                                    |                                                                    |                                                                    |                                                                    |                                                                    |                                                                    | 575                                                                | 501                                                                | 492                                                                |
| Jahr                                                               | 1900                                                               | 1910                                                               | 1920                                                               | 1930                                                               | 1940                                                               | 1950                                                               | 1960                                                               | 1970                                                               | 1980                                                               | 1990                                                               |
| Einwohner                                                          | 325                                                                | 350                                                                | 241                                                                | 286                                                                | 210                                                                | 209                                                                |                                                                    | 156                                                                | 183                                                                | 247                                                                |
| Jahr                                                               | 2000                                                               | 2010                                                               | 2020                                                               | 2030                                                               | 2040                                                               | 2050                                                               | 2060                                                               | 2070                                                               | 2080                                                               | 2090                                                               |
| Einwohner                                                          | 254                                                                | 253                                                                | 487                                                                |                                                                    |                                                                    |                                                                    |                                                                    |                                                                    |                                                                    |                                                                    |

## Wirtschaft und Infrastruktur

### Verkehr
Durch das Gebiet von Southeast Piscataquis führen in nordsüdliche Richtung von Milo im Norden die Maine State Route 6 nach LaGrange, die Maine State Route 11 nach Bradford und durch die südwestliche Ecke des Gebietes die Maine State Route 155 Bradford nach LaGrange.

### Öffentliche Einrichtungen
In Southeast Piscataquis gibt es keine medizinischen Einrichtungen oder Krankenhäuser. Nächstgelegene Einrichtungen für die Bewohner von Southeast Piscataquis befinden sich in Howland und Dover-Foxcroft.
Southeast Piscataquis besitzt keine eigene Bücherei, die nächstgelegene befindet sich in Milo.

### Bildung
Als Unincorporated area wird das Gebiet von Southeast Piscataquis durch den Bundesstaat Maine verwaltet, der auch für die Bildungsangebote verantwortlich ist.